# Senectus Tesserae
Le Senectus Tesserae sono una struttura geologica della superficie di Venere.